# Cerovo
Cerovo (em húngaro: Cseri) é um município da Eslováquia, situado no distrito de Krupina, na região de Banská Bystrica. Tem 30,28 km² de área e sua população em 2018 foi estimada em 588 habitantes.

## Demografia
| Ano:        | 1994 | 2004    | 2014   | 2024   |
| ----------- | ---- | ------- | ------ | ------ |
| Broj ljudi: | 656  | 578     | 573    | 562    |
| Razlika:    |      | -11,89% | -0,86% | -1,91% |

| Ano:               | 2023 | 2024   |
| ------------------ | ---- | ------ |
| Número de pessoas: | 558  | 562    |
| Diferença:         |      | +0,71% |